# The Hot Rock (альбом)
The Hot Rock — четвёртый студийный альбом американской альтернативной рок-группы Sleater-Kinney. Он был выпущен 23 февраля 1999 года на лейбле Kill Rock Stars. Он был спродюсирован Роджером Мутенотом и записан в студии Avast! в Сиэтле, штат Вашингтон, в июле 1998 года. The Hot Rock знаменует собой значительные изменения в звучании группы, уходя в более спокойное и мрачное русло, чем буйный панк-рок предшественников. Лирические темы альбома затрагивают вопросы неудачных отношений и личной неуверенности.
После выхода The Hot Rock достиг 181 места в американском чарте Billboard 200 и 12 места в чарте Heatseekers Albums, став первым альбомом Sleater-Kinney, вошедшим в эти чарты. Две песни с альбома, «Get Up» и «A Quarter to Three», были выпущены в качестве синглов. Альбом получил положительные отзывы от музыкальных критиков, которые высоко оценили авторство песен и вокально-гитарное взаимодействие между участницами группы Корин Такер и Кэрри Браунстин.

## Отзывы
| Оценки критиков               | Оценки критиков             |
| Источник                      | Оценка                      |
| ----------------------------- | --------------------------- |
| AllMusic                      | [ 2 ]                       |
| Chicago Sun-Times             | [ 6 ]                       |
| Entertainment Weekly          | A                           |
| Los Angeles Times             | [ 8 ]                       |
| NME                           | 8/10                        |
| Pitchfork                     | 7.7/10 (1999) 8.8/10 (2014) |
| Q                             | [ 12 ]                      |
| Rolling Stone                 | [ 1 ]                       |
| The Rolling Stone Album Guide | [ 13 ]                      |
| The Village Voice             | A                           |

The Hot Rock получил положительные отзывы от музыкальных критиковов. Рецензент AllMusic Стив Хьюи сказал, что The Hot Rock «не так сразу приносит удовлетворение, как два его блестящих предшественника, но он вознаграждает тех, кто готов потратить время на его нервный самоанализ и настроение». Хьюи также высоко оценил использование группой динамичных смен темпа в песнях альбома. Венди Митчелл, написавшая для CMJ New Music Monthly, считает, что группа «повзрослела и стала музыкальным эквивалентом двадцатилетнего человека; все ещё сохраняя энергию своей молодости, но исследуя новые возможности». Автор The A.V. Club Стивен Томпсон высказал мнение, что «The Hot Rock»' «не хватает пылающей свежести его справедливо признанных предшественников, […] но [альбом] прекрасно работает сам по себе как потрясающая, взрывная и весёлая рок-пластинка».
Альбом занял 23-е место в опросе критиков The Village Voice «Pazz & Jop» за 1999 год. Аналогично, Spin поместил The Hot Rock на 18-е место в списке «20 лучших альбомов 1999 года». В 2002 году Rolling Stone поместил альбом на 17-е место в списке «Women in Rock: The 50 Essential Albums».

## Список композиций
Все треки написаны Sleater-Kinney (Корин Такер, Джанет Вайсс и Кэрри Браунстин).
| №                   | Название                           | Длительность |
| ------------------- | ---------------------------------- | ------------ |
| 1.                  | «Start Together»                   | 2:38         |
| 2.                  | «Hot Rock»                         | 3:17         |
| 3.                  | «The End of You»                   | 3:20         |
| 4.                  | «Burn, Don't Freeze»               | 3:19         |
| 5.                  | «God Is a Number»                  | 3:44         |
| 6.                  | «Banned from the End of the World» | 2:09         |
| 7.                  | «Don't Talk Like»                  | 3:04         |
| 8.                  | «Get Up»                           | 3:46         |
| 9.                  | «One Song for You»                 | 2:49         |
| 10.                 | «The Size of Our Love»             | 3:12         |
| 11.                 | «Living in Exile»                  | 2:31         |
| 12.                 | «Memorize Your Lines»              | 3:10         |
| 13.                 | «A Quarter to Three»               | 4:03         |
| Общая длительность: | Общая длительность:                | 41:40        |